# タクロリムス
タクロリムス (tacrolimus) は、23員環マクロライド・マクロラクタム構造を持つ免疫抑制剤の一種で、臓器移植または骨髄移植を行った患者の拒絶反応を抑制する薬剤である。またアトピー性皮膚炎に対する塗布剤、関節リウマチ治療薬としても用いられる。いずれもハイリスク薬である。類似の薬剤としてはシクロスポリン等が知られる。

## 歴史
1984年、藤沢薬品工業（現アステラス製薬）の研究により筑波山の土壌細菌（放線菌の一種、Streptomyces tsukubaensis)より分離された。
1993年5月に肝臓移植時の拒絶反応抑制剤として認可され、後に腎臓、肺、骨髄などの移植に用いられた。さらにアトピー性皮膚炎、重症筋無力症、関節リウマチ、ループス腎炎へも適応が拡大された。

## 生理作用
タクロリムスは細胞内でまずFKBP (FK506 binding protein) と複合体を形成し、これがさらにカルシニューリンに結合する。そしてそのNFATに対する脱リン酸化反応を阻害することにより、IL-2に代表される種々のサイトカインの発現を抑制する。これにより、細胞傷害性T細胞の分化増殖を抑制、細胞性免疫・体液性免疫の両方を抑制する。
このメカニズムはハーバード大学のスチュアート・シュライバーによって解明された。シュライバーはタクロリムスをツールとして様々な生命現象の解明を行っており、これらの研究はケミカルバイオロジーという一分野を切り開く先駆けとなったことで知られる。

## 適応症
製品により日本で認可された適応症は異なる。
プログラフ錠
腎移植、肝移植、心移植、肺移植、膵移植、小腸移植における拒絶反応の抑制
骨髄移植における拒絶反応および移植片対宿主病 (GVHD) の抑制
重症筋無力症
関節リウマチ（既存治療で効果不十分な場合に限る）
ループス腎炎（ステロイド剤の投与が効果不十分、または副作用により困難な場合）
難治性（ステロイド抵抗性、ステロイド依存性）の活動期潰瘍性大腸炎
多発性筋炎・皮膚筋炎に合併する間質性肺炎
プログラフ注射液2mg/5mg
1. 腎移植、肝移植、心移植、肺移植、膵移植、小腸移植における拒絶反応の抑制
2. 骨髄移植における拒絶反応および移植片対宿主病 (GVHD) の抑制

グラセプター
1. 腎移植、肝移植、心移植、肺移植、膵移植、小腸移植における拒絶反応の抑制
2. 骨髄移植における拒絶反応および移植片対宿主病 (GVHD) の抑制

プロトピック軟膏
アトピー性皮膚炎
タクロリムス軟膏（上記プロトピックのジェネリック）
タクロリムス軟膏の一部のメーカーの製品（後発医薬品）では、先発品「プロトピック」以上に塗布時に強い刺激感を感じることがある。これは、先発品の添加物に含まれる炭酸プロピレンが、一部のメーカーの後発医薬品には添加されていないことによる可能性が指摘されている。（炭酸プロピレンが添加されている後発医薬品も存在することに留意）

## 副作用
- 腎機能障害（血清クレアチニン値上昇など）
- 高血糖
- 高血圧
- 消化器症状（悪心・嘔吐・食思不振など）
- 免疫抑制による日和見感染など。
- プロトピック軟膏の場合、肌の灼熱感・疼痛などの刺激、痤瘡、痤瘡様皮疹、丘疹、皮膚乾燥、接触性皮膚炎、紅斑、酒さ様皮膚炎、浮腫などが起こる場合がある。また、塗布後に紫外線が当たると免疫抑制作用により皮膚癌のリスクが起きうるので、日光浴やPUVA療法には注意が必要。なお、この灼熱感・疼痛は、後発医薬品の「タクロリムス軟膏」を使用すると一層増すと報告されており、原因として炭酸プロピレンの無添加が指摘されている。

## 名称
タクロリムス (tacrolimus) の名は、筑波で発見されたマクロライド系免疫抑制剤 (Tsukuba macrolide immunosuppressant) というところから命名されている。開発コードナンバーはFK506であり、論文などではこちらの名称が使用される例も見られる。
臓器移植用医薬品としての商品名はプログラフ（商標登録日本第5315917号）で、1993年に藤沢薬品から発売された。2008年に1日1回投与でプログラフの1日分（1錠を2回）の効果をもたらす、経口徐放性製剤タイプのグラセプター（海外ではアドバグラフもしくはプログラフXL）が発売されている。
アトピー性皮膚炎用外用剤としては、1999年にプロトピック軟膏として発売されている。山之内製薬との合併により、2005年以降はアステラス製薬の製品となったが、プロトピックは医療用皮膚薬のスペシャリティーファーマであるマルホにプロモーション提携した後に、日本の販売権利をマルホに売却。日本国外での販売権も2016年にデンマークの製薬会社、レオファーマに売却されている。

## 研究事項
タクロリムスはアルツハイマー病に対して効果があるかもしれないことを示唆する研究も存在する。2015年現在、タクロリムスがアルツハイマー病を予防できたという証拠は見い出せていないものの、疫学的に見ると、タクロリムスを常用している者と、そうではない者とを比較した時、タクロリムスを常用している者のアルツハイマー病発症率が低いとの報告がある。